# Ворчин
Во́рчин — село в Україні, в Устилузькій міській територіальній громаді Володимирського району Волинської області.
Населення становить 112 осіб. Кількість дворів — 32.
У серпні 2015 року село увійшло до складу новоствореної Устилузької міської громади.

## Історія
Село Ворчин засноване у 1835 році.
До 14 серпня 2015 року село підпорядковувалось Зорянській сільській раді Володимир-Волинського району Волинської області.
12 червня 2020 року, відповідно до розпорядження Кабінету Міністрів України № 708-р «Про визначення адміністративних центрів та затвердження територій територіальних громад Волинської області», увійшло до складу Устилузької міської територіальної громади.
19 липня 2020 року, в результаті адміністративно-територіальної реформи та ліквідації  Володимир-Волинського району(1940—2020), село увійшло до новоутвореного Володимир-Волинського району (від 18 липня 2022 Володимирського).

## Населення
Згідно з переписом УРСР 1989 року чисельність наявного населення села становила 96 осіб, з яких 39 чоловіків та 57 жінок.
За переписом населення України 2001 року в селі мешкало 112 осіб.

### Мова
Розподіл населення за рідною мовою за даними перепису 2001 року:
| Мова       | Відсоток |
| ---------- | -------- |
| українська | 98,21 %  |
| інші       | 1,79 %   |